# Rob Lowe
Robert "Rob" Hepler Lowe (Charlottesville, 17 de março de 1964) é um ator e diretor estadunidense de origem alemã.

## Biografia
Começou a fazer filmes na adolescência. Nos anos 80 faz parte do Brat Pack, um grupo de atores e atrizes jovens, poderosos e irresponsáveis, que incluía Emilio Estevez, Charlie Sheen, Judd Nelson, Demi Moore, Molly Ringwald, Ally Sheedy, Andrew McCarthy, Mare Winningham e Anthony Michael Hall, entre outros.
É irmão do ator Chad Lowe. Em 2005 esteve na lista das 50 pessoas mais bonitas do mundo, escolhidas pela revista People.
Em 1984 foi indicado ao Globo de Ouro pela atuação em Thursday's Child, um filme para a televisão. Em 1988 foi novamente indicado ao mesmo prêmio pela atuação em Square Dance. Em 2000 e 2001 voltou a ser indicado ao Globo de Ouro pelo papel no seriado The West Wing. Em 2001 foi indicado ao Emmy pela atuação no mesmo seriado.
Trabalhou no seriado Brothers & Sisters como o senador da Califórnia Robert McCallister até a quarta temporada. Atualmente está fazendo o seriado Parks and Recreation.
Em 2011 lançou sua autobiografia, Stories I Only Tell my Friends, onde conta histórias de suas aventuras com Tom Cruise, Charlie Sheen, entre outros.

## Filmografia
- 2020 - 2025 - 9-1-1: Lone Star .... Owen Strand
- 2016 - Code Black .... Coronel Ethan Willis
- 2015- Beautiful & twisted..... Ben Novack
- 2014 - The Interview .... Ele Mesmo
- 2013 - Killing Kennedy .... John F. Kennedy
- 2013 - Behind the Candelabra .... Dr. Jack Startz
- 2012 - Knife Fight .... Paul Turner
- 2011 - Breakaway .... Treinador Dan Winters
- 2011 - I Melt With You .... Jonathan
- 2009 - The Invention of Lying .... Brad Kessler
- 2007 - Stir of Echoes: The Homecoming .... Ted Cogan
- 2006 - 2010 - Brothers and Sisters .... Robert McCallister
- 2006 - A Perfect Day .... Rob Harlan
- 2005 - Thank You for Smoking .... Jeff Megall
- 2004 - Salem's Lot .... Ben Mears
- 2003 - View from the Top .... co-piloto Steve Bench
- 2002 - Austin Powers in Goldmember .... médio número 2
- 2001 - Proximity .... William Conroy
- 2000 - Under Pressure .... John Spencer
- 1999 - Austin Powers: The Spy Who Shagged Me .... jovem número 2
- 1999 - Dead Silent .... Kevin Finney
- 1998 - Crazy Six .... Billie, a.k.a. Crazy Six
- 1997 - Hostile Intent .... Cleary
- 1997 - Contact .... Richard Rank
- 1997 - Austin Powers: International Man of Mystery .... decapitado (não creditado)
- 1997 - For Hire .... Mitch Lawrence
- 1996 - Fox Hunt .... Edison Pettibone
- 1994 - Frank & Jesse .... Jesse James
- 1992 - Wayne's World .... Benjamin Kane
- 1991 - The Dark Backward .... Dirk Delta
- 1991 - The Finest Hour .... Lawrence Hammer

- 1990 - Bad Influence .... Alex
- 1990 - If the Shoe Fits .... Tom Clegg
- 1988 - Masquerade .... Tim Whalen
- 1988 - Illegally Yours .... Richard Dice
- 1986 - About Last Night .... Danny Martin
- 1986 - Youngblood .... Dean Youngblood
- 1985 - St. Elmo's Fire .... Billy Hicks
- 1984 - Oxford Blues .... Nick De Angelo
- 1984 - The Hotel New Hampshire .... John Berry
- 1983 - Class .... Franklin 'Skip' Burroughs IV
- 1983 - The Outsiders (filme) .... Sodapop Curtis